# Банші (телесеріал)
«Бáнші» (англ. Banshee) — американський серіал, події у якому начебто відбуваються у маленькому містечку Банші (штат Пенсільванія). Критик із Boston Herald охарактеризував його, як «драма, насичена шокуючим насильством та сексом».

## Синопсис
Чоловік, ім'я якого не називається (Ентоні Старр), виходить із в'язниці, де провів останні 15 років за крадіжку діамантів вартістю $15 млн. у боса української мафії на прізвисько Реббіт (Бен Кросс). Насправді діаманти забрала кохана незнайомця та донька головного мафіозі Анастасія (Івана Мілічевіч). Вона втекла від батька, взяла нове ім'я — Керрі і переховується у містечку Банші.
За допомогою старого друга Джоба (Гун Лі), що є комп'ютерним генієм та трансвеститом, головний герой швидко знаходить колишню кохану і вимагає віддати діаманти. Керрі закликає його поїхати, адже боїться, що через нього батько знайде її, а нова родина дізнається про неї неприємну правду. Вона вже встигла одружитися з місцевим прокурором Гордоном Гоупвелом та народити двох дітей. Донька — Дева — неслухняна підлітка, зачата ще від попереднього коханця. У сина дуже хворі легені.
Тим часом у Банші приїжджає запрошений бути шерифом Лукас Гуд. Але ще до того, як він встиг кому-небудь відрекомендуватися, наркоторговці вбивають його у місцевому барі. Саме тоді там перебував головний герой, який за згодою бармена Шуґера (Френкі Фейзон) забирає собі документи вбитого, за допомогою Джоба корегує необхідну інформацію у певних базах даних та стає місцевим «охоронцем закону».
Важливу роль у серіалі відіграє опис манери життя та традицій амішів, поселення яких знаходиться неподалік від Банші. Головний місцевий бандит Кай Проктор (Ульріх Томсен) є вихідцем саме із їхньої громади. Він і стає основним ворогом, але іноді і партнером у деяких справах новоявленого шерифа. Головними помічниками Проктора є Клей Бертон (вбивця-мазохіст) та небога Ребека (Лілі Сіммонс) — молода дівчина, яку прогнали від себе батьки-аміші.
Серіал також показує стиль життя у індіанській резервації та поводження з неонацистами, один із яких прагне виправити «помилки», скоєні у «минулому житті», та влаштовується працювати у відділок до Гуда.

## Сезони
Детальний опис кожної серії міститься у List of Banshee episodes
| Сезон | Епізоди | Епізоди | Оригінальний показ | Оригінальний показ |
| Сезон | Епізоди | Епізоди | Перший показ       | Останній показ     |
| ----- | ------- | ------- | ------------------ | ------------------ |
| 1     | 10      | 10      | 11 січня 2013      | 15 березня 2013    |
| 2     | 10      | 10      | 10 січня 2014      | 14 березня 2014    |
| 3     | 10      | 10      | 9 січня 2015       | 13 березня 2015    |
| 4     | 8       | 8       | 1 квітня 2016      | 20 травня 2016     |

## Дійові особи та акторський склад
| Персонаж(ка)                                                                      | Актор(ка)             | 1 сезон         | 2 сезон         | 3 сезон         | 4 сезон         |
| --------------------------------------------------------------------------------- | --------------------- | --------------- | --------------- | --------------- | --------------- |
| «Лукас Гуд», колишній ув'язнений, удаваний шериф                                  | Ентоні Старр          | основна роль    | основна роль    | основна роль    | основна роль    |
| Ана (Анастасія) Рабітова / Керрі Гоупвелл, дочка злочинного авторитета            | Івана Миличевич       | основна роль    | основна роль    | основна роль    | основна роль    |
| Кай Проктор, глава злочинного світу містечка                                      | Ульріх Томсен         | основна роль    | основна роль    | основна роль    | основна роль    |
| Шуґер (Sugar Bates), колишній боксер і злочинець, власник бару                    | Frankie Faison        | основна роль    | основна роль    | основна роль    | основна роль    |
| Джоб, хакер                                                                       | Гун Лі                | основна роль    | основна роль    | основна роль    | основна роль    |
| Гордон Гоупвелл, окружний прокурор, чоловік Керрі                                 | Rus Blackwell         | основна роль    | основна роль    | основна роль    |                 |
| Брок Лотус, помічник шерифа                                                       | Метт Сервітто         | основна роль    | основна роль    | основна роль    | основна роль    |
| Еммет Янерс, помічник шерифа                                                      | Demetrius Grosse      | основна роль    | основна роль    |                 |                 |
| Шивон Келлі, помічниця шерифа                                                     | Trieste Kelly Dunn    | основна роль    | основна роль    | основна роль    |                 |
| Дева Гоупвелл, дочка Керрі і Гуда                                                 | Ryann Shane           | основна роль    | основна роль    | основна роль    | основна роль    |
| Ден (Деніел) Кендалл, мер міста                                                   | Daniel Ross Owens     | основна роль    |                 |                 |                 |
| Ребекка Боуман, колишня аміш                                                      | Lili Simmons          | основна роль    | основна роль    | основна роль    | основна роль    |
| Містер Реббіт (Ігор Рабітов), український кримінальний авторитет                  | Бен Кросс             | основна роль    | основна роль    |                 |                 |
| Алекс (Александер) Лонгшедоу, вождь індіанського племені, суперник Проктора       | Anthony Ruivivar      | гостьова роль   | основна роль    | періодична роль |                 |
| Чейтон Літтлстоун, лідер банди індіанців                                          | Geno Segers           |                 | періодична роль | основна роль    | періодична роль |
| Еллісон Меддінг, помічниця окружного прокурора                                    | Afton Williamson      |                 | гостьова роль   | основна роль    |                 |
| Дуглас Стоув, полковник морської піхоти                                           | Langley Kirkwood      |                 |                 | основна роль    |                 |
| Клей (Клейтон) Бертон, права рука Проктора                                        | Matthew Rauch         | гостьова роль   | гостьова роль   | гостьова роль   | основна роль    |
| Курт Банкер, помічник шерифа, колишній член Арійського братства                   | Том Пелфрі            |                 |                 | гостьова роль   | основна роль    |
| Келвін Банкер, молодший брат Курта, лідер «арійців»                               | Chris Coy             |                 |                 | гостьова роль   | основна роль    |
| Нола Лонгшедоу, сестра Алекса                                                     | Одет Еннейбл          | гостьова роль   | гостьова роль   | гостьова роль   |                 |
| Олек, права рука «Кролика»                                                        | Christos Vasilopoulos | гостьова роль   | гостьова роль   |                 |                 |
| Альбіно, співкамерник «Гуда»                                                      | Joseph Gatt           | гостьова роль   | гостьова роль   |                 | періодична роль |
| Дін Ксав'є, агент ФБР                                                             | Derek Cecil           | гостьова роль   | гостьова роль   |                 |                 |
| Макс, син Керрі і Гордона                                                         | Gabriel Suttle        | гостьова роль   | гостьова роль   | періодична роль |                 |
| Альма, працівниця офісу шерифа                                                    | Deja Dee              | гостьова роль   | гостьова роль   | гостьова роль   |                 |
| Біті, подружка Деви                                                               | Chelsea Cardwell      | гостьова роль   | гостьова роль   | гостьова роль   |                 |
| Джексон Спелінг, адвокат Проктора                                                 | Robert Treveiler      | гостьова роль   | гостьова роль   | гостьова роль   |                 |
| Джейсон Гуд, син справжнього Лукаса Гуда                                          | Harrison Thomas       | періодична роль | гостьова роль   |                 |                 |
| Джим Рейсін, агент ФБР                                                            | Željko Ivanek         |                 | гостьова роль   |                 |                 |
| Джуліус Боннер, нью-йоркський детектив                                            | Reg E. Cathey         |                 | періодична роль |                 |                 |
| Джульєт, стриптизерка                                                             | Maya Gilbert          |                 | гостьова роль   |                 |                 |
| Гладкий О, кримінальний авторитет із Нью-Йорку, старий друг Керрі, «Гуда» і Джоба | Eddie Cooper          |                 | гостьова роль   | гостьова роль   | гостьова роль   |
| Лея Проктор, мати Кая Проктора                                                    | Jennifer Griffin      |                 | гостьова роль   | гостьова роль   |                 |
| Гондо, член Арійського братства, шпигун Проктора                                  | Tyson Sullivan        |                 | гостьова роль   | періодична роль |                 |
| Юліш Рабітов, священник, брат «Кролика»                                           | Джуліан Сендс         |                 | гостьова роль   |                 |                 |
| Біллі Рейвен, помічник шерифа, колишній офіцер індіанської поліції племені        | Chaske Spencer        |                 |                 | гостьова роль   | періодична роль |
| Еймі Кінг, єдина чесна офіцерка індіанської поліції                               | Меган Рат             |                 |                 | гостьова роль   |                 |
| Емілі Лотус, колишня дружина Брока                                                | Tanya Clarke          |                 |                 | гостьова роль   |                 |
| Bones Tuesday, власник бійцівського клубу, де виступає Чейстон Літтлстоун         | Happy Anderson        |                 |                 | гостьова роль   |                 |
| Лео Футцпатрік, хакер                                                             | Dennis Flanagan       |                 |                 | гостьова роль   | гостьова роль   |
| Роберт Далтон, офіцер військ спеціального призначення                             | Девід Гарбор          |                 |                 | періодична роль | періодична роль |
| Меггі Банкер, дружина Келвіна Банкера                                             | Casey LaBow           |                 |                 |                 | гостьова роль   |
| Вероніка Доусон, спецагентка ФБР                                                  | Елайза Душку          |                 |                 |                 | гостьова роль   |
| Рендалл Воттс, батько Меггі                                                       | Chance Kelly          |                 |                 |                 | гостьова роль   |
| Діклан Боул, сатаніст, серійний убивця                                            | Frederick Weller      |                 |                 |                 | гостьова роль   |
| Еміліо Лоера, керівник картелю                                                    | Nestor Serrano        |                 |                 |                 | гостьова роль   |
| Ніна Круз, помічниця шерифа                                                       | Ana Ayora             |                 |                 |                 | гостьова роль   |